# Сямозеро
Ся́мозеро (карел. Seämärvi, фин. Säämäjärvi) — озеро в южной части Республики Карелия. Площадь зеркала — 266 км², площадь водосборного бассейна — 1550 км². Объём воды — 1,79 км³. Высота над уровнем моря — 106 м.
Сямозерцы упомянуты в берестяной грамоте № 131 (1370-е — начало 1380-х годов).

## Гидрография
Большая часть береговой линии относится к Пряжинскому району, западный берег озера — к Суоярвскому району. Находится в 70 км к западу от Онежского озера и столицы Республики Карелия, города Петрозаводска. Сямозеро входит в бассейн реки Шуя. Как и большинство озёр Карелии, Сямозеро имеет ледниковое происхождение, о чём говорит обилие островов, заливов, проливов и относительно небольшая глубина. Замерзает в октябре — декабре, вскрывается в апреле — мае.

## Питание озера и уровень воды
Озеро проточное, связанное реками со многими малыми озёрами (ла́мбами). С восточной стороны из озера вытекает река Сяпся, приток Шуи. Озеро имеет множество притоков, малых рек и ручьёв, наиболее крупные притоки — Малая Суна, Судак, Кивач, Кудама, Соуда, — малые реки длиной от 10 до 40 км впадают с севера. В отсутствие каких-либо крупных гидротехнических сооружений, уровень воды в озере регулируется естественным образом. Многолетняя максимальная амплитуда колебаний уровня составляет 0,79 м, средняя амплитуда — 0,49 м.

### Озёра
Также к бассейну Сямозера относятся водоёмы:
- Лахтанперя
- Лакшозеро
- Оскарви
- Иматозеро

## Рельеф
Форма озера овальная, с многими заливами, крупнейшие из которых — Эссойльский, Курмойльский, Сяргилахта, Кухагуба, Ругагуба, Лахта, губа Чуйнаволокская. На озере 80 островов общей площадью 4,3 км², крупнейшие из которых — Руочинсуари, Пелдосуари, Кючинсуари, Кудамсуари, Фокенсуари. Берега преимущественно низкие, в основном представляют собой песчаные пляжи или каменистые насыпи, местами встречается скалистый берег. Склоны озёрной котловины в юго-восточной части озера высокие (20—35 м), в северо-западной части низкие (до 10 м). За счёт сложного рельефа дна выделяются многочисленные кряжи луд. Более половины площади дна покрыто зелёным илом и глиной, мелководье песчано-каменистое, значительная площадь дна покрыта озёрной рудой.

## Животный и растительный мир
В озере обитает 21 вид рыб, включая лосось, сиг, судак, хариус, ряпушка. Также обитают окунь, налим, плотва, щука, язь, голавль, лещ, елец, густера, ёрш. Высшая водная растительность представлена тростником, камышом, гречихой земноводной и рдестами.

## Населённые пункты и транспорт
По берегу озера расположены населённые пункты (по часовой стрелке с севера) деревня Руга, посёлок Кудама, деревня Лахта, деревни Чуйнаволок, Сяпся, Чуралахта, Ахпойла, Кяргяля, Сямозеро, Алекка, посёлок Эссойла, деревни Угмойла, Ангенлахта, Кишкойла, Курмойла, Инжунаволок, Сяргилахта, Павшойла, Вехкусельга, Чалка. В прибрежной полосе находятся ряд дачных посёлков, лагерей здоровья и баз отдыха.
Вплоть до конца XIX века один из островов озера был обитаем. Основное население прибрежных деревень составляли карелы-ливвики, язык общения карельский. На сегодня, общепринятый язык общения на Сямозере — русский.
В 1950-х годах действовало пассажирское судоходство. Беломорско-Онежское пароходство эксплуатировало пассажирские мотокатера МК-11 и МК-12, министерство коммунального хозяйства Карельской АССР — МК-14 (ПС-52) (порт приписки — пристань Эссойла).
Крупная железнодорожная станция находится в посёлке Эссойла, другие станции, Сяньга, в 3-х километрах от деревни Сямозеро и Иматозеро, дорога от станции на Курмойлу. По южному берегу озера, через Эссойлу, проходит автомобильная дорога A-133 Петрозаводск-Суоярви. По северо-восточному побережью идёт просёлочная дорога в посёлок Кудама. С юго-запада ответвление от А-133 идёт через Сяргилахту и далее на север. С северо-западной стороны просёлочная дорога огибает озеро Петусъярви.
В начале 1970-х на берегах озера проводились съёмки кинофильма «А зори здесь тихие». В 80-е годы в деревне Руга на берегу Сямозера снимался фильм «Холодное лето пятьдесят третьего…».

## Хозяйственное использование
До конца 1980-х годов действовал рыбопункт Петрозаводского рыбокомбината — вёлся промысел ряпушки, сига и судака самоходными мотоневодниками. Сямозеро является источником централизованного водоснабжения посёлка Эссойла. На берегах озера находятся различные туристические объекты. Сямозеро является популярным местом отдыха, используется для любительского рыболовства и водного туризма.

## Происшествия
18 июня 2016 года на озере перевернулись 2 лодки с детьми из летнего лагеря вблизи деревни Сяргилахта: 14 детей погибли. Решением Главы Республики Карелия Александра Худилайнена 20 июня в Карелии был объявлен день траура, мэр Москвы Сергей Собянин тот же день также объявил днём траура в Москве.